# Problepsis argentea
Problepsis argentea là một loài bướm đêm trong họ Geometridae.